# Операция «Infatuate»
Операция «Infatuate» (англ. Operation Infatuate) — военная операция британских войск во время Второй мировой войны, целью которой было открытие порта Антверпен как базы снабжения союзных войск. Операция была проведена в ноябре 1944 года и была частью более масштабной битвы за Шельду. Она включала в себя две десантные операции с моря, проведенные британской 4-й бригадой специального назначения и 52-й дивизией. Одновременно 2-я канадская пехотная дивизия форсировала дамбу Вальхерен.

## Военно-оперативная ситуация
Город Антверпен и его порт были захвачены 2-й британской армией в начале сентября 1944 года. Но под контролем немецких войск оставался остров Вальхерен, расположенный у западной оконечности полуострова Бевеланд. Остров, позволявший держать контроль над эстуарием Шельды, был оккупирован подразделениями 15-й немецкой армии, занимавшими мощные бетонные укрепления с расположенными в них орудиями большого калибра, что делало невозможным проход по водному пути в Антверпен. Поначалу союзники не придали большого значения данной ситуации, так как рассчитывали, что в результате операции «Маркет Гарден» смогут отрезать всю территорию Нидерландов от Германии. Из-за этой задержки подразделения немецкой 15-й армии получили достаточное время, чтобы укрепиться на острове Вальхерен и полуострове Зёйд-Бевеланд.
1-я канадская армия, входившая в 21-ю группу армий союзников, получила приказ обеспечить проход судов в порт Антверпена, одновременно часть её подразделений была отвлечена по приказу фельдмаршала Монтгомери для захвата оставшихся оккупированными портов на Ла-Манше — Булони, Дюнкерка и Кале, чтобы решить проблему логистики союзных армий, всё еще завязанной на доставке через искусственные порты в Нормандии. Упорное сопротивление немцев в портах Ла-Манша означало, что пути снабжения союзников по мере продвижения линии фронта становятся всё более растянутыми. Тем не менее, позднее задача захвата портов Ла-Манша была отложена, когда, после провала операции «Маркет Гарден», Монтгомери переключил всё внимание канадцев на битву за Шельду. 9 октября 1944 года он издал директиву, предписывающую канадской армии отдать абсолютный приоритет зачистке Шельды перед любыми другими наступательными операциями. 1-я канадская армия продвигалась на северо-запад от плацдарма в Антверпене и, после ожесточенных боев в начале и середине октября, вышла на узкий перешеек, соединявший Зёйд-Бевеланд с материком.
Десять дней спустя канадцы начали приближаться к острову Вальхерен. К югу от Шельды немцы были окружены в Зебрюгге и 2 ноября войска в котле у порта Брескенс капитулировали. Оба региона, Зюйд- и Норд-Бевеланд, были практически очищены, и настало время для штурма самого Вальхерена.

### План и подготовка операции
Была запланирована атака по трем направлениям: британские коммандос и часть 52-й (равнинной) дивизии должны были высадиться в Весткапелле на западе острова и во Флиссингене на юге. 2-я канадская пехотная дивизия должна была переправиться через протоку на востоке. Однако опыт недавних боёв на подступах к дамбе Вальхерен показал, что приливные отмели вокруг острова практически непроходимы, что оставляло канадцам лишь один опасный вариант штурма вдоль хорошо защищенной дамбы — открытый коридор около 40 метров шириной и протяжённостью 1400 метров. Несмотря на большие сомнения и возражения, был принят план генерал-лейтенанта Гая Симондса (исполняющего обязанности командующего Первой канадской армией) по предварительному разрушению дамб острова и затоплению внутренних его районов.
Симондс считал, что это позволит нападающим приблизиться к немецким позициям как с моря, так и с затопленных внутренних территорий с помощью десантных средств. Однако бригадный генерал Г. Уолш, руководивший канадскими сапёрами, доказывал, что зона затопления будет слишком мелкой для прохода десантных судов. Военные преимущества затопления внутренних районов острова были сомнительными, поскольку это затрудняло действия не только обороняющейся стороны, но и атакующих. Немецкие оборонительные сооружения были сосредоточены на возвышенностях, а внутри затопленной зоны не было обороняемых позиций. Гражданское население, проживающее на острове, было предупреждено листовками, сброшенными с самолетов, о необходимости покинуть этот район, но им некуда было идти. План не обсуждался с голландским правительством в изгнании, генерал Дуайт Эйзенхауэр одобрил бомбардировку острова, также не поставив голландцев в известность. Когда премьер-министр Гербранди узнал о плане, он добился встречи с Уинстоном Черчиллем, но тот отказался обсуждать планы операции :24–26
В результате бомбардировки Вальхерена в октябре дамбы вокруг острова были разрушены и прорвавшаяся вода превратила его в огромную лагуну. Британские морские пехотинцы возлагали большие надежды на десантные амфибии Weasel и Buffalo. Подразделения королевской морской пехоты должны были захватить бреши в дамбах, а затем развивать наступление вглубь острова на соединение с канадцами. Королевские ВВС обеспечивали авиационную поддержку, 79-я бронетанковая дивизия предоставила специальные транспортные средства для поддержки наземного наступления, ВМС должны были осуществлять поддержку артиллерией и системами залпового огня Mattress.
Проведение десантных операций с моря возлагались на подразделения специального назначения: 4-ю бригаду (коммандос) и Королевских морских пехотинцев. 4-й отряд коммандос состоял из четырех британских отрядов и из 1-го и 8-го французских отрядов коммандос. Они должны были атаковать Флессинген со стороны Брескенс. Три отряда Royal Marines вместе с 4-м (бельгийским) и 5-м (норвежским) отрядами 10-го союзного соединения коммандос под командованием Питера Лейкока должны были высадиться у Весткапелле на западной стороне острова. Поддержку оказывала 155-я пехотная бригада.

## Высадки десантов
Операция была запланирована на 1 ноября, после того, как был получен благоприятный прогноз погоды. В день высадки сильный туман над голландскими и бельгийскими аэродромами ограничил поддержку британских ВВС при высадке десанта, хотя небо над самим Вальхереном было чистым.

### Высадка во Флессингене
Передовой 4-й отряд коммандос высадился в 05:45 к востоку от Ораньемолен, ветряной мельницы на морской дамбе во Флессингене. У коммандос подполковника Доусона возникли проблемы с поиском подходящего места для высадки, в качестве разведки была выслана группа на двух катерах LCVP. За ними последовали остальные коммандос, которые захватили плацдарм с минимальными потерями и вскоре начали брать пленных. Основные силы начали прибывать в 06:30 утра, их встретил сильный огонь из пулеметов и 20-мм зенитных орудий. Ситуация для британцев усугубилась тем, что десантные суда LCA, перевозившие более тяжелое вооружение (3-дюймовые минометы), напоролись на защитные заграждения и затонули, морские пехотинцы смогли вытащить миномёты на себе.
Коммандос с боями прорывались через немецкие опорные пункты. 155-я Пехотная бригада начала высадку в 08:30, потеряв две десантных баржи LCA из-за сильного огня немецких береговых батарей. Часть немецких пленных заставили работать на разгрузке вооружения и боеприпасов. К 16:00 коммандос достигли большинства своих целей и начали закрепляться на захваченных немецких позициях.

### Высадка в Весткапелле
План атаки Весткапелле предусматривал высадку трёх отрядов 41-го полка Королевской морской пехоты под командованием подполковника Палмера на северной стороне прорыва в дамбе, с целью зачистить территорию у деревни Весткапелле. Вторая волна из числа 10-го соединения коммандос должна была высадиться на берег на амфибиях M29 Weasel и Buffalo, спускаемых с десантных барж LCT. Им предстояло зачистить Весткапелле и продолжить наступление на север. 48-й отряд Королевской морской пехоты под командованием подполковника Моултона должен был высадиться на берег южнее прорыва. Оттуда они должны были продвигаться на Заутеланде. 47-й отряд морской пехоты под командованием подполковника Филлипса высаживался следом за 48-м и также продолжал продвижение на Заутеланде.
Передовой отряд вышел из Остенде в 03:15 и к 09:30 уже был у цели. Высадку прикрывал артиллерийский и ракетный обстрелы с кораблей «Уорспайт», «Erebus» и «Roberts», десантных судов LCT(R). Немцы открыли ответный огонь с береговых батарей, сосредоточившись на вспомогательных десантных судах. Несколько десантных кораблей были поражены, включая ракетный LCT. Королевские ВВС силами истребителей-бомбардировщиков «Тайфун» смогли накрыть противника ракетными залпами как раз в тот момент, когда LCT достигли берега.
Эскадра морской поддержки из 27 малых судов приблизилась, чтобы атаковать одиннадцать все еще действующих немецких береговых батарей, понеся при этом большие потери. К 12:30 девять судов эскадры поддержки были потоплены, одиннадцать выведены из строя, а большая часть их экипажей погибла или была ранена. Благодаря самоотверженности моряков цель — отвлечь огонь обороняющихся батарей от десантных судов, осуществлявших высадку, — была достигнута.
Передовой отряд 41-го полка морских пехотинцев захватил ключевой дот на берегу и атаковал Весткапелле, где смогла захватить артиллерийскую батарею, после чего коммандос двинулись на север вдоль дамбы.
48-й отряд морской пехоты попал под жестокий артиллерийский и миномётный огонь немцев. В ходе атаки на позицию в числе прочих был убит командир передового отряда. Ситуацию спас огонь полевых батарей из района Брескенса вместе с ракетными атаками штурмовиков «Тайфун».
На следующий день коммандос 4-й бригады совместно с 5-м батальоном шотландского Его Величества пограничного полка и 5-м (норвежским) отрядом коммандос продолжили бои за Флессинген.
48-й и 47-й отряды коммандос ранним утром следующего за высадкой дня захватили Заутеланде и продолжили продвигаться вглубь острова. Погода была неблагоприятной, и коммандос не получали поддержки с воздуха, попали под сильный минометный огонь и понесли многочисленные потери. Их продвижению препятствовали узлы немецкой обороны, сосредоточенные вокруг артиллерийских батарей, которые удалось ликвидировать только к ночи, по мере того, как с мест высадки продолжилось прибытие подкреплений и столь необходимых продовольствия и боеприпасов.
Оборонительные сооружения и мины на пляжах затрудняли выгрузку грузов транспортными судами. На третий и четвертый день коммандос были вынуждены использовать трофейные немецкие пайки. 5 ноября в районе Заутеланде необходимая помощь была сброшена на парашютах.
Утром 2 ноября морпехи 41-го полка и коммандос 10-го соединения достигли Домбурга, где столкнулись с сильным сопротивлением, причем норвежский отряд коммандос проявил особое мужество, столкнувшись с сильным сопротивлением, которое стоило им большого количества жертв. 4-й отряд коммандос был сменён 155-й бригадой, после непрерывного 40-часового боя они нуждались в заслуженном отдыхе. Коммандос 47-го отряда преодолели сопротивление в Дишуке позже в тот же день и также были отведены для отдыха.

## Действия 2-й канадской дивизии и 52-й британской дивизии
Ко времени начала операции за остров Вальхерен канадские и британские части в период с 24 октября по 2 ноября 1944 года заняли полуостров Зёйд-Бевеланд и прилегающий остров Норд-Бевеланд. Им предстояло штурмовать позиции немцев на Вальхерене через узкую дамбу длиной 12 километров, ширина которой не превышала 40 метров. По обеим сторонам дамбы пролегали заросшие тростником болотистые участки. Это одновременно делало невозможным использование плавсредств или амфибий в помощь войскам, наступавшим вдоль узкой дамбы. Бои на дамбе начались 31 октября, узкая полоса дамбы обуславливала последовательную смену друг друга штурмующих её частей — Чёрной стражи, Горцев Калгари и полка Мезоннёв, после жестоких потерь и усталости шедшие впереди части сменяли их товарищи. Немцы подготовились к обороне дамбы, их орудия были установлены для возможности вести по ней перекрестный огонь. Непосредственно у выхода с дамбы было окопано штурмовое орудие StuG III и противотанковое орудие, стрелявшие по центру дороги. Немецкие снайперы расположились в болоте, граничащем с дамбой. У оконечности дамбы атакующим приходилось преодолевать выкопанный ров, наполненный водой. В основании дамбы был камень и битый кирпич, что не позволяло нападавшим вырыть себе даже небольшое укрытие. Подвоз боеприпасов и эвакуация раненных осуществлялась посредством джипов, но им буквально приходилось ехать по трупам и преодолевать воронки через каждый метр пути, к тому же сами джипы были приоритетной целью для оборонявшихся. В 21-30 первого дня горцы Калгари под прикрытием огня Чёрной стражи стали выдвигаться на позиции, сменяя передовые подразделения. На следующее утро и весь день они продолжили продвигаться по дамбе метр за метром, неся ужасающие потери. В ночь на 1 ноября они были замены бойцами полка Мезоннёв, которым выпало завершать этот штурм. Лишь к утру 2 ноября канадцам удалось создать небольшой плацдарм непосредственно на острове. Для закрепления на плацдарме в помощь полку Мезоннёв, штурмовавшему дамбу на завершающем этапе трёхдневного сражения, прибыл 5-й полевой полк Королевской канадской артиллерии. К исходу дня 2 ноября на замену измотанных канадских частей стали прибывать части 52-й британской дивизии. Они продолжили наступление вглубь острова, заняв 6 ноября его административный центр Мидделбург. Потери канадцев оказались настолько велики, что их части были выведены на переформирование на 2 месяца, только одна Чёрная стража оставила в первый день на дамбе 25 офицеров и 429 солдат убитыми.

## Завершение операции
После первых дней боёв 4-й, 47-й, 48-й отряды коммандос были размещены для двухдневного отдыха в Заутеланде. Оставшееся сопротивление противника было сосредоточено в районе северо-западнее Домбурга. Затем 8 ноября они были отправлены в помощь 41-му полку морской пехоты и коммандос 10-го соединения, атаковали последнюю оставшуюся батарею W19, очистили Овердюнский лес и Враувенполдер напротив Норд-Бевеланда.
8 ноября в 08:15 со стороны немецких позиций прибыли 4 парламентёров с сообщением о капитуляции всех оставшихся на острове немецких войск. После переговоров 40 000 немцев сдались. Для открытия сообщения с Антверпеном потребовалась масштабная работа тральщиков по тралению мин на Шельде. Лишь к концу ноября 1944 года в Антверпене началась выгрузка первых грузов.

### Долгосрочные последствия для гражданского населения
Затопление, с которого началась операция «Infatuate», имело долгосрочные последствия для гражданского населения Вальхерена. Дважды в день, во время прилива и отлива, морская вода с силой устремлялась через проломы в морских дамбах, расширяя и углубляя их. В результате этого территории, которые высыхали во время отлива, снова затапливались во время прилива. Постоянно сухими оставались только центры городов и деревень. Сельскому хозяйству Вальхерена был нанесён непоправимый ущерб, поскольку ценные земли были навсегда испорчены засолением. Поскольку темпы наводнения были медленными, человеческие жертвы были незначительными, но большая часть скота утонула. Из 19 000 жилых домов 3700 были разрушены, 7700 получили серьёзные повреждения :15–16.
Попытки устранить прорывы начались ещё в ноябре 1944 года, однако нехватка строительных материалов и тяжелой строительной техники, разрушенная инфраструктура и обширные минные поля затрудняли эти усилия. Когда в июле 1945 года начались полномасштабные работы по закрытию прорывов, общая их ширина уже увеличилась до трёх километров. Большая глубина проломов делала засыпку их грунтом невозможной. Прорыв у Флессингена был окончательно закрыт 2 октября 1945 года, а прорыв у Весткапелле — 12 октября. Третья брешь в Веере была закрыта 23 октября. После этого началась отвод основной массы воды через шлюзы в Виере и Флессингене, открывая их во время отлива. Операция по осушению была завершена в начале 1946 года.

## Отражение в кино
В 2020 году события битвы за Вальхерен легли в основу совместного фильма кинематографистов Бельгии и Нидерландов — «Забытая битва» (нидерл. De Slag om de Schelde), режиссёр фильма Маттейс ван Хейнинген-младший.